# 2010年保卫藏语游行

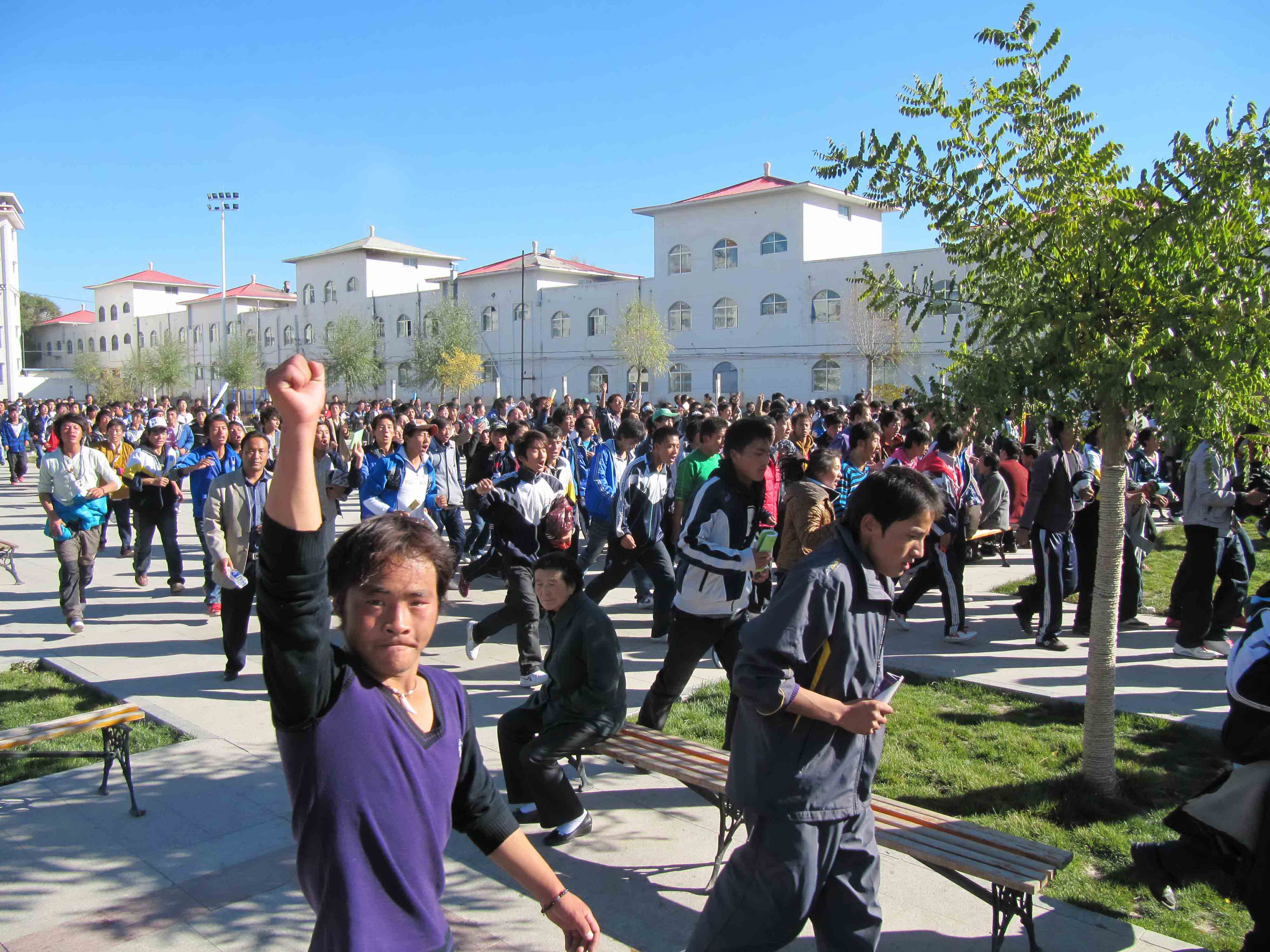
藏族学生在抗议示威

2010年保卫藏语游行发生在2010年10月中下旬，青海及甘肃的部分藏族学生为抗议官方“轻视藏语教育的地位”而进行了抗议示威。

## 背景
中華人民共和國政府在藏区内的教育政策中，实行“以汉语为主、藏语为辅的双语教学”，但很多学校限制在校园中使用藏语，這令部分藏民对藏语在政府教育政策中的地位低下表示不满。
2010年7月左右，广州市发生了撑粤语事件。部分市民因粤语在广州的地位被逐渐削弱而上街进行抗议。
而青海省教育厅在新制定的教学政策中要求“中学里除藏文和英文之外的所有科目，都变为汉语教学，藏族学生也被要求用汉语回答问题”，这也被认为是此次事件的导火索。

## 过程
2010年10月19日，青海省黄南藏族自治州同仁县数千名中学生走上街头示威。10月20日，青海省海南藏族自治州共和縣四所学校上千名学生示威。10月21日，青海省果洛藏族自治州玛沁县藏族學生抗议示威。10月23日，北京中央民族大學上百名藏族学生在校内抗议。随后甘肃省甘南藏族自治州夏河县扎油乡小学上百名学生10月25日在当地寺院示威，而后10月27日该学校200名师生再次示威。

## 当局反应
10月29日，青海省人民政府称这些事件是藏人对青海的教育政策上有误解并重申“加强和改进‘双语’教育工作的指导思想和基本原则是完全正确的”和“国家在推广普通话和规范汉字的同时，也充分尊重和保护少数民族使用本民族语言文字的权利”。